# 西森章
西森章（日语：／ Nishimori Akira，1961年10月1日—），日本男性動畫演出家、動畫導演。出身於宮崎縣。他曾經用「西森明良」這個名字。居住於東京都西東京市。

## 來歷
1983年，西森章從大阪藝術大學影像計劃學系退學後，加入ARTLAND。於1985年離開公司，並從此成為自由工作者。
本來他的目標是拍真人電影，但當時範圍太窄，覺得自己不可能做到，隨著《機動戰士鋼彈》、《宇宙戰艦大和號》等動畫的熱潮，他認為「動畫也可以拍成電影」，並透過關係進入動畫業界。

## 參加作品

### 電視動畫
1982年
- 超時空要塞（分鏡）

1983年
- 超時空世紀歐卡斯（分鏡、演出）

1984年
- 太古巨魔神（日语：ゴッドマジンガー）（演出）
- （分鏡）

1989年
- 小松左京動畫劇場（日语：小松左京アニメ劇場）（首席導演、演出）

1990年
- 衝鋒四驅郎（分鏡）

1991年
- 城市獵人'91（分鏡）

1993年
- 機動戰士V鋼彈（分鏡、演出）

1994年
- 機動武鬥傳G鋼彈（分鏡）
- 超變身俏妞（日语：超くせになりそう）（分鏡）
- 霸王大系龍騎士（分鏡、演出）

1995年
- 新機動戰記鋼彈W（分鏡）

1996年
- 機動新世紀鋼彈X（分鏡）
- 超者萊汀（日语：超者ライディーン）（分鏡）

1997年
- 勇者王我王凱牙（分鏡）
- 吸血姬美夕（分鏡）
- 忍企鵝真丸（日语：忍ペンまん丸）（演出）
- BURN-UP EXCESS（分鏡）

1999年
- ∀鋼彈（分鏡、演出）

2000年
- 犬夜叉（分鏡、演出）
- 機巧奇傳希約戰記（分鏡、演出）

2001年
- Z.O.E Dolores, i（日语：Z.O.E Dolores, i）（故事分鏡）
- ANGELIC LAYER 天使領域（分鏡）
- 人造人009 THE CYBORG SOLDIER（分鏡）

2003年
- 高橋留美子劇場（導演[2]、分鏡、演出）

2004年
- 殺戮都市（分鏡）
- 七武士（分鏡）

2005年
- 光速蒙面俠21（演出）
- 植木的法則（分鏡）
- 天使心（分鏡）
- 高機動交響曲GPO（分鏡）
- 真相之眼（導演[3]）[注 1]
- CLUSTER EDGE（分鏡）
- 黏黏妖美少女（導演）

2006年
- 魔女之刃（分鏡）
- 銀魂（分鏡）

2007年
- 殭屍借貸（導演）
- 女優大試煉（導演、分鏡、演出）

2008年
- 今天的五年二班（分鏡）
- 深淵傳奇（分鏡）
- 出包王女（分鏡）

2009年
- Battle Spirits 少年激霸彈（導演）
- 潘朵拉之心（分鏡）

2010年
- Battle Spirits Brave（導演）

2011年
- Battle Spirits 霸王（導演）[注 2]

2012年
- 元氣少女緣結神（分鏡）
- 出包王女 DARKNESS（分鏡）
- 輪迴的拉格朗日 season2（分鏡）
- 魯邦三世 -名為峰不二子的女人-（分鏡、演出）

2013年
- 蟲奉行（分鏡）
- 飆速宅男（分鏡）

2014年
- 狐仙的戀愛入門（分鏡）
- 請問您今天要來點兔子嗎？（分鏡）
- 東京ESP（分鏡）
- TRINITY SEVEN 魔道書7使者（分鏡）
- 英雄銀行（日语：ヒーローバンク）（分鏡）

2015年
- 境界之輪迴（分鏡）
- 其實我是…（分鏡）
- 那就是聲優！（分鏡）
- FAIRY TAIL魔導少年（分鏡）

2016年
- Schwarzesmarken（分鏡）
- 聖戰刻耳柏洛斯 龍刻的災禍（分鏡）
- 一人之下 the outcast（分鏡）
- ViVid Strike!！（分鏡）
- 我太受歡迎了，該怎麼辦？（分鏡）

2017年
- 重啟咲良田（分鏡）
- 覆面系NOISE（分鏡）
- 18if（導演、分鏡）
- 第一次的辣妹（分鏡）
- 卡片鬥爭!! 先導者G Z（分鏡）
- 國王遊戲 The Animation（分鏡）

2018年
- 學園奶爸（分鏡）
- 妖怪旅館營業中（分鏡）
- Angolmois 元寇合戰記（分鏡）
- 我喜歡的妹妹不是妹妹（分鏡）
- 只要別西卜大小姐喜歡就好（分鏡）

2019年
- 格林筆記 The Animation（分鏡、演出）
- 星光頻道（分鏡）
- 魔王陛下RETRY！（分鏡）

2020年
- 試證明理科生已墜入情網。（分鏡）
- 索斯機械獸WILD ZERO（分鏡）
- Asatir 未來的傳說故事（日语：アサティール 未来の昔ばなし）（分鏡〈未來部分〉）
- Re:從零開始的異世界生活（分鏡）

2021年
- 只有我能進入的隱藏迷宮（分鏡）
- 百萬噸級武藏（分鏡）

2022年
- 數碼寶貝幽靈遊戲（分鏡）
- 女忍者椿的心事（分鏡）
- 鬼褲衩（分鏡）
- 群青的開幕曲（分鏡）
- 邪神與廚二病少女X（分鏡）
- 後宮之烏（分鏡）

2023年
- 機戰少女Alice Expansion（分鏡）
- MIX MEISEI STORY 2ND SEASON ～第二個夏天，邁向晴空～（分鏡）
- 遊☆戲☆王GO RUSH（分鏡）
- 逃走中 THE GREAT MISSION（分鏡）
- 黑暗集會（分鏡）
- 狩龍人拉格納（分鏡）

2024年
- 弱角友崎同學 2nd STAGE（分鏡）
- 佐佐木與文鳥小嗶（分鏡）
- 金屬口紅（分鏡[4]）
- 無職轉生II ～到了異世界就拿出真本事～（分鏡）
- 嘆氣的亡靈想隱退（分鏡）
- 平凡職業造就世界最強 Season 3（分鏡）

2025年
- 天久鷹央的推理病歷表（分鏡）
- 歡迎來到日本，妖精小姐。（分鏡）
- 離開A級隊伍的我，和從前的弟子往迷宮深處邁進（分鏡）
- 魔神創造傳（分鏡）

### 電影動畫
1997年
- 浪客劍心：給維新志士的鎮魂曲（分鏡）

1998年
- 機動戰士鋼彈 第08MS小隊：米拉的報告書（演出）
- 超級百變金剛II：剛萊歐康寶千鈞一髮！（導演、分鏡）

2002年
- 極速戰警eX-D the movie（日语：エクスドライバー）（導演）

2003年
- 名偵探柯南：迷宮的十字路（副導演、分鏡）

2004年
- 名偵探柯南：銀翼的奇術師（分鏡協力）

2006年
- 名偵探柯南：偵探們的鎮魂歌（分鏡協力）

2008年
- 名偵探柯南：戰慄的樂譜（分鏡協力）

2009年
- 名偵探柯南：漆黑的追跡者（分鏡協力）

2013年
- 名偵探柯南：絕海的偵探（分鏡協力）

### OVA
1985年
- 戰鬥吧!! 伊庫薩1（分鏡）

1986年
- 亞邦史克威爾 琥珀的追擊（日语：アーバンスクウェア 琥珀の追撃）（原案、導演）

1987年
- 破邪大星彈劾凰（日语：破邪大星ダンガイオー）（分鏡、演出）

1988年
- 冥王計劃傑歐萊馬（分鏡）
- 金屬外殼MADOX-01（演出）

1989年
- 魔龍戰記（日语：魔龍戦紀）（分鏡）

1990年
- A.D.POLICE（日语：A.D.POLICE）（導演）

1991年
- 貓咪幻想曲（日语：ねこ・ねこ・幻想曲）（導演）

1992年
- 間之楔（導演）
- 創世機士凱亞斯（日语：創世機士ガイアース）（技術導演）
- 超時空要塞II：再愛一次（演出）

1994年
- 御宅星座（日语：おたくの星座）（演出）

1995年
- 沉默的艦隊（演出）

1996年
- 超人力霸王超闘士激傳（日语：ウルトラマン超闘士激伝）（分鏡、演出）
- 機動戰士鋼彈 第08MS小隊（分鏡、演出）

2000年
- 真蓋特機器人對NEO蓋特機器人（分鏡）

2001年
- 魔神凱撒（分鏡）

2004年
- 新蓋特機器人（分鏡）

## 其它
- 愛國戰隊大日本（日语：愛國戰隊大日本）（美術）
- 2009年10月19日播出的《寵物百科（日语：ペット百科）》中，與寵物貓一起出演。

## 腳註

## 相關項目
- 日本動畫師列表（日语：アニメ関係者一覧）